# Heilsoldaat
Een heilssoldaat (ook wel heilsoldaat) is een belijdend lid van het kerkgenootschap Leger des Heils.

## Kerkgenootschap
Het Kerkgenootschap Leger des Heils heeft in Nederland 75 kerkelijke gemeenten met ruim 100 vestigingen. Kernfuncties van deze gemeenten zijn evangelisatie, geestelijke groei, onderlinge verbondenheid en dienstbaarheid aan de naaste.
De kerk van het Leger des Heils is te vergelijken met veel andere kerken. Zij heeft een geloofsbelijdenis, voorgangers, leden, erediensten, liederen. Het streven van de kerk is onder meer buitenkerkelijken te bereiken met de boodschap van Gods liefde. Het uniform is daarvan een voorbeeld. Met dit pak geven de heilssoldaten uiting aan hun geloof. Het uniform zegt als het ware: ik geloof. Spreek me daar gerust op aan.